# Holton (Wisconsin)
Holton es un pueblo ubicado en el condado de Marathon en el estado estadounidense de Wisconsin. En el Censo de 2010 tenía una población de 873 habitantes y una densidad poblacional de 9,76 personas por km².

## Geografía
Holton se encuentra ubicado en las coordenadas 44°59′46″N 90°14′54″O / 44.99611, -90.24833. Según la Oficina del Censo de los Estados Unidos, Holton tiene una superficie total de 89.48 km², de la cual 89.47 km² corresponden a tierra firme y (0.02%) 0.02 km² es agua.

## Demografía
Según el censo de 2010, había 873 personas residiendo en Holton. La densidad de población era de 9,76 hab./km². De los 873 habitantes, Holton estaba compuesto por el 98.17% blancos, el 0% eran afroamericanos, el 0.34% eran amerindios, el 0% eran asiáticos, el 0% eran isleños del Pacífico, el 1.03% eran de otras razas y el 0.46% pertenecían a dos o más razas. Del total de la población el 2.52% eran hispanos o latinos de cualquier raza.